# 都府樓南站

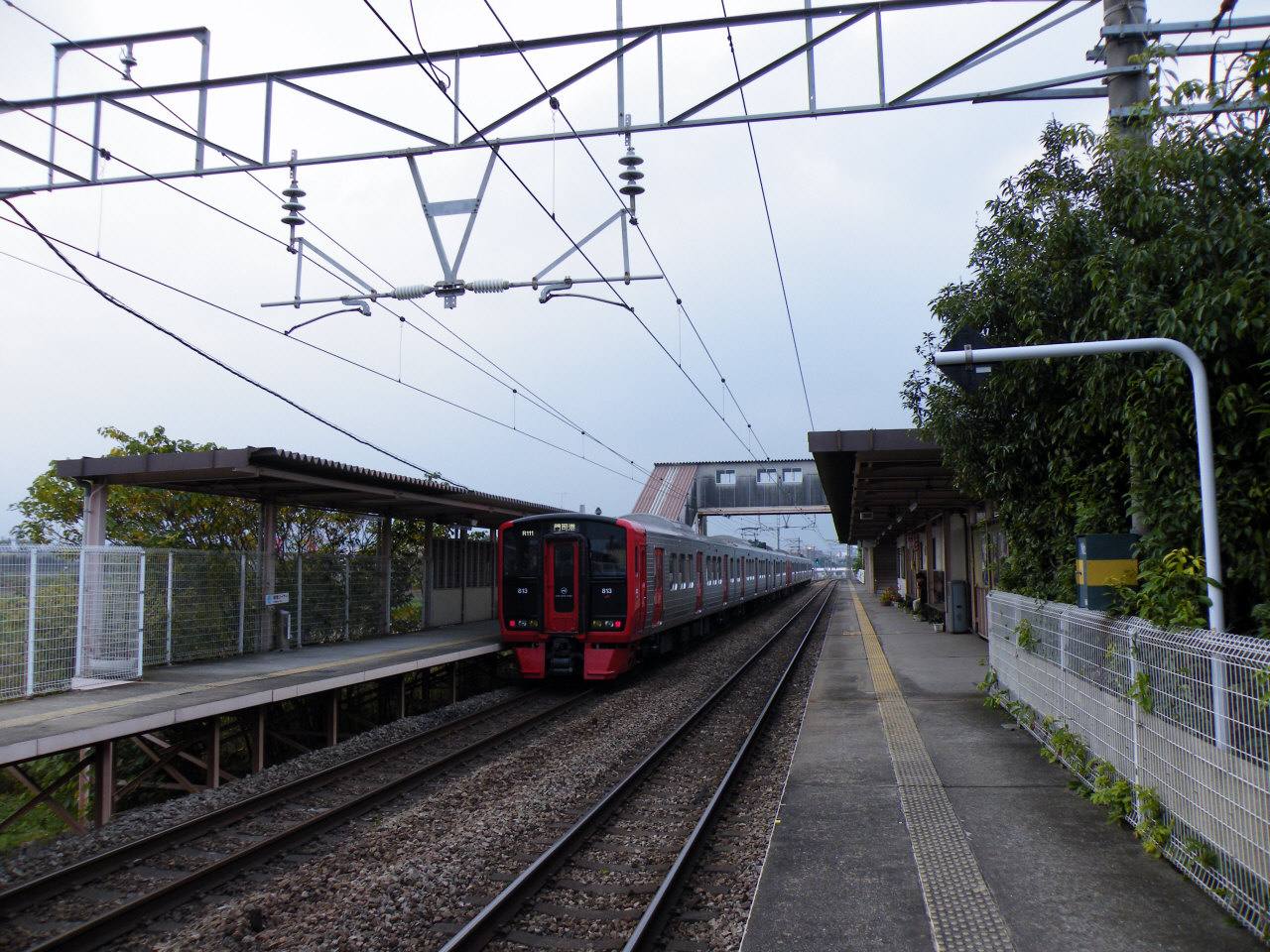
站內

都府樓南站（日语：／ Tofurō-Minami eki */?）是位於福岡縣太宰府市都府樓南三丁目，九州旅客鐵道（JR九州）的鹿兒島本線車站。車站編號為JB07。月台部分位於筑紫野市。

## 歷史
- 1989年（平成元年）3月11日 - 車站啟用。
- 2009年（平成21年）3月1日 - 此站可以使用IC卡「SUGOCA」[1]。
- 2022年3月12日：停用綠色窗口，改為使用指定席劵發售機[2]。

## 車站構造
車站是一座設有跨站式站房的地面車站，設有2面2線的相對式月台。兩月台之間設有跨線橋連接。車站大樓與閘口位於站內北邊，鄰接下行（鳥栖方向）月台。
此站是由JR九州服務支援管理的業務委託車站，設有POS終端。閘口設有簡易SUGOCA閘機，使此站可使用SUGOCA。此站不可購買SUGOCA，但是可進行增值。因應人手精簡，2022年3月12日起停用綠色窗口，改為全面採用指定席劵發售機。

### 月台
| 月台 | 路線       | 上下行 | 方向             |
| ---- | ---------- | ------ | ---------------- |
| 1    | 鹿兒島本線 | 下行   | 二日市、鳥栖方向 |
| 2    | 鹿兒島本線 | 上行   | 博多、小倉方向   |

## 使用狀況
在2018年（平成30年）度，1日平均乘車人次為1,160人。
以下為近年1日平均乘車人次、上下車人次列表：
| 年度   | 1日平均 上下車人次 | 1日平均 乘車人次 | 參考資料 |
| ------ | ------------------ | ---------------- | -------- |
| 2011年 | 1,838              | 未有公開         | [ 3 ]    |
| 2012年 | 1,874              | 未有公開         | [ 4 ]    |
| 2013年 | 1,966              | 未有公開         | [ 5 ]    |
| 2014年 | 2,012              | 未有公開         | [ 6 ]    |
| 2015年 | 2,177              | 未有公開         | [ 7 ]    |
| 2016年 |                    | 1,143            | [ 8 ]    |
| 2017年 |                    | 1,169            | [ 9 ]    |
| 2018年 |                    | 1,160            | [ 10 ]   |

## 車站周邊
車站位於太宰府市南邊邊界，北邊為大型住宅區。車站大樓對面的部分土地還未開發，出入口只有北邊一處。車站距離鐵路車站和幹線道路較遠。由於當地居民要求，此站設有太宰府市社區巴士「真秀場號」巴士站。使用該巴士路線前往政廳遺址和太宰府市政廳只需約15分鐘，但是班次十分少。另外，此站沒有的士等待。
- 真秀場號「JR都府樓南站」巴士站
- 公益社團法人太宰府市銀齡人材中心（日语：シルバー人材センター）
- 都府數團地郵局
- 明治屋食品
- 西鐵天神大牟田線都府樓前站、西鐵二日市站
- Green Heart筑紫野
- 福岡縣立福岡農業高等學校（日语：福岡県立福岡農業高等学校）（距離此站不足2公里）
- 福岡縣立武藏台高等學校（日语：福岡県立武蔵台高等学校）（距離此站不足2公里）

## 相鄰車站
九州旅客鐵道
鹿兒島本線
■快速、■區間快速
通過
■區間快速（只有部分列車停站）、■普通
水城（JB06）－（太宰府號誌站）－都府樓南（JB07）－二日市（JB08）

## 注腳
1. ↑  . 交通新聞 (交通新聞社). 2009-03-03: 1.
2. 1 2   (PDF). 九州旅客鉄道株式会社.   [2021-12-23]. （原始内容存档 (PDF)于2022-01-27） （日语）.
3. ↑  太宰府市之概要（統計數據） JR車站使用狀況
4. ↑   (PDF). 太宰府市.   [2017-03-22]. （原始内容存档 (PDF)于2017-03-23）.
5. ↑   (PDF). 太宰府市.   [2017-03-22]. （原始内容存档 (PDF)于2017-03-23）.
6. ↑   (PDF). 太宰府市.   [2017-03-22]. （原始内容存档 (PDF)于2017-03-23）.
7. ↑   (PDF). 太宰府市. 2017-04-13  [2017-05-02]. （原始内容存档 (PDF)于2021-08-29）.
8. ↑   (PDF). 九州旅客鉄道. 2017-07-31  [2017-08-01]. （原始内容 (PDF)存档于2017-08-01）.
9. ↑   (PDF). 九州旅客鉄道.   [2019-03-05]. （原始内容 (PDF)存档于2018-07-17）.
10. ↑   (PDF). 九州旅客鉄道.   [2019-07-24]. （原始内容存档 (PDF)于2019-07-12）.

## 外部連結
- 都府樓南（車站資訊） - 九州旅客鐵道